# Pseudocyphellaria desfontainii
Pseudocyphellaria desfontainii är en lavart som först beskrevs av Delise, och fick sitt nu gällande namn av D. J. Galloway. Pseudocyphellaria desfontainii ingår i släktet Pseudocyphellaria och familjen Lobariaceae.   Inga underarter finns listade i Catalogue of Life.